# Mullus barbatus

Grupo de salmonetes de fango.

El salmonete de fango (Mullus barbatus) es una especie de pez de la familia Mullidae. Se encuentra principalmente en el mar Mediterráneo y Atlántico Norte, su color característico entre rosado y rojo le ha dado el nombre popular de 'salmonete' ('pequeño salmón'), usado tanto en España como en Portugal. Cuando se dice salmonete en castellano se refiere a cualquiera de las dos especies, la de fango (Mullus barbatus) o la de roca (Mullus surmuletus ). En francés lo llaman “rouget-barbet” y  en inglés “red mullet”—en razón de su color—, en italiano “triglia” —que puede ser di scolglio o di fango—, en alemán “Meerbarbe”, que alude a sus barbas. 
Esos peces barbados inicialmente no podía atravesar el canal de Suez en razón de la excesiva salinidad de los Lagos Amargos; pero al disminuir esa salinidad, hace ya décadas que han atravesado el canal y se han instalado en el Mediterráneo Oriental. Tal ha hecho entre otros Upeneus moluccensis (Bleeker, 1855). A su vez Pseudupeneus prayensis (Cuvier 1829) africano, llamado por los franceses rouget-barbet du Sénégal, también ha atravesado el estrecho de Gibraltar y se ha instalado en el Mediterráneo. En el océano Índico  hay muchas especies de salmonetes, pertenecientes el género Upeneus alguna de las cuales alcanzan las aguas de China, Japón, Australia y Nueva Zelanda. Es abundante Parupeneus indicus (Shaw 1803). En razón de sus barbas todos esos salmonetes son conocidos en el océano Índico y en inglés como “pez cabra”, “goatfish”.

## Características
Este pez habita en el fondo de la plataforma continental que se captura principalmente en las costas del mar Mediterráneo. Posee un cuerpo alargado de 10 a 15 cm. Esta especie se alimenta de poliquetos, isópodos y moluscos en general. Es un pescado blanco desde el punto de vista nutricional, no azul como dicen los marineros.

## Subespecies
Existen dos subespecies reconocidas de esta especie:
- Mullus barbatus barbatus: Salmonete de fango común, distribuido por todo el Mediterráneo y este del Atlántico.
- Mullus barbatus ponticus: Distribuido por el mar Negro y el mar de Azov.

## Usos
La cocina mediterránea tiene diferentes platos basados en el salmonete. Es muy frecuente verlo en los mercados de esta área. Una parte muy apreciada del salmonete es su hígado. En otros peces se tira, pero en el salmonete es usado en muchas recetas para, una vez machacado, hacer salsa.

## Galería de imágenes